# روبرتو تورس (دوچرخه‌سوار)
روبرتو تورس (اسپانیایی: Roberto Torres‎؛ زادهٔ ۲۹ اوت ۱۹۶۴) دوچرخه‌سوار اهل اسپانیا است. وی در مسابقات تور دو فرانس و جیرو دیتالیا شرکت کرده است.